# 佐渡小木地震
佐渡小木地震（さどおぎじしん）とは、1802年12月9日（享和2年11月15日）に佐渡島小木付近で発生したマグニチュード M6.5から7.0と推定される地震で、享和佐渡地震とも呼ばれる。震源は佐渡島南方海域の東経138.35° 北緯37.8°付近と考えられている。津波発生の記録はない。小木半島の海岸では約2メートル (m) の隆起が生じたと考えられており、露出した中新世の枕状熔岩を見ることができる。

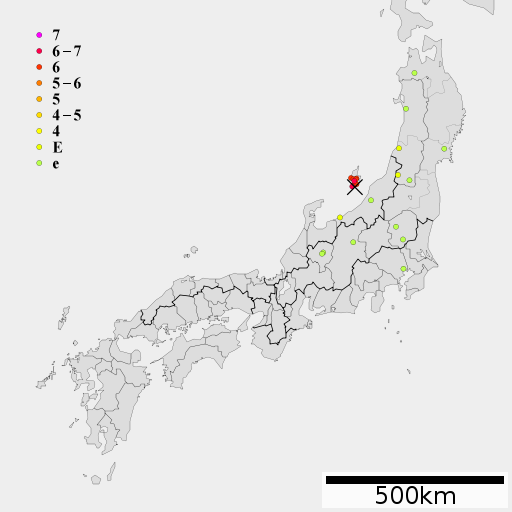
佐渡小木地震の震度分布

## 規模
河角廣はMK = 3.5としてマグニチュード M = 6.6を与えていた。宇佐美龍夫(2003)はM = 6.5 - 7.0、あるいは震度5の範囲を半径約30キロメートル (km) とするとM ≒ 6.6 - 6.7になると推定している。

## 被害
小木地域に被害が集中し大日本地震史料によると、「小木町は総戸数453戸が殆んど全潰し、出火して住家328戸、土蔵23棟、寺院ニケ所を焼失、死者18名、湊は、地形変じて干潟となった」と記録されている（『一話一言』『佐渡年代記』）。しかし、隆起した時刻と地震の時系列を示す資料は不十分で有る。『佐渡年代記』には巳刻（10時ごろ）に所々破損する程度の地震が起こり、未刻（14時ごろ）に大いに震い御役所を始め人家に至るまで破損に及んだという。なお、金鉱山の坑夫たちは数日前から異常を察知し坑道に入らずにいたため犠牲者は無かったと伝えられている。
研究者の矢田俊文が『一言一話』所収「佐洲地震一件」を調べた結果として、
- 焼失家 328
- 潰家 732
- 破損家 1423
- 焼死人 14
- 横死人（圧死） 5
- 怪我人 2

| 地域                                                          | 推定震度 |
| ------------------------------------------------------------- | --- |
| 東山道                                                        | 弘前 (e), 秋田 (e), 鶴岡 (E), 小国 (E), 米沢 (e), 登米 (e), 日光 (e), 壬生 (e), 上田 (e), 丹生川 (e), 高山 (e) |
| 東海道                                                        | 江戸 (e) |
| 佐渡                                                          | 相川 (6), 新穂 (6), 佐和田 (6), 畑 (6), 眞野 (6 - 7), 赤泊 (6), 羽茂 (6), 小木 (6 - 7)                         |
| 北陸道                                                        | 長岡 (e), 糸魚川 (e)                                                                                           |
| S: 強地震 (≧4), E: 大地震 (≧4), M: 中地震 (2-3), e: 地震 (≦3) | |

## 活動周期
小木海岸の調査から地震の周期はほぼ5000年から9000年と考えられ、最新の活動が1802年である。